# Maslama al-Mayriti
Pour les articles homonymes, voir Maslama.
Abû-l-Qâsim Maslama ibn Ahmad al-Faradi al-Hasib al-Qurtubi al-Majritî (arabe: أبو القاسم مسلمة بن أحمد المجريطي), mathématicien, chimiste et astronome arabed'Al-Andalus, né à Madrid en 950, mort en 1007 à Cordoue, connu comme le maître des mathématicien d'Al Andalus. Il vécut essentiellement à Cordoue.

## Science
Il est cité par Ibn Khaldoun dans sa Muqaddima.
Il a affirmé la loi de conservation de la matière.
En astronomie, il a traduit et commenté l'œuvre de Ptolémée. Il a révisé les Tables astronomiques d'Al-Khwârizmî.
Il s'est fortement inspiré des sciences dans les civilisations du monde antique gréco-romain.
Il a publié plusieurs ouvrages qui nous sont parvenus dont des ouvrages de commentaires d'al-Khwârizmî et livres en géométrie et en arithmétique en s'inspirant de livres grecs et hindous.

## Pseudo-al-Mayriti
On lui a attribué un traité de magie astrale le Ghayat Al-Hakîm (la fin du Sage) traduit en latin (par Gérard de Crémone ?) sous Alphonse X le Sage sous le nom de Picatrix, et datant du milieu du XIe siècle.

#### Sources
- إسلام أون لاين
- عبد السلام السيد، 2005؛ "موسوعة علماء العرب"؛ الأهلية للنشر والتوزيع: عمان، الأردن

#### Œuvres
- Traité sur l'astrolabe, éd. et trad. esp. in J. Vernet et M.A. Catalá, “Las obras matemáticas de Maslama de Madrid”, in Al-Andalus, 30 (1965), 15–45
- Risāla al-jamī’a, Damas, 1948.

#### Études
- G. Sarton, Introduction to the History of Science, Untington (New York), Robert E. Krieger, 1975, t. I, p. 668-669.
- (es) Carmen Escribano Ródenas, Maslama el Madrileño (~950-1007)
- (en), Juan Vernet, «Al-Majriti», C. Gillispie (dir.), Dictionary of Scientific Biography, vol. IX, New York, Scribner, 1974, p. 39-40.
- (es), Juan Vernet, M.A. Catala, «Las obras matemáticas de Maslama de Madrid», al-Andalus, vol. XXX, 1965, p. 15-45.
- (en), Juan Vernet, «al-Majrītī abu'l-Qāsim Masmala Ibn Aḥmad al-Faraḍī, Complete Dictionary of Scientific Biography, Charles Scribner's Sons, 2008
- (en), Josep Casulleras, «Abū al‐Qāsim Maslama ibn Aḥmad al‐Ḥāsib al‐Faraḍī al‐Majrīṭī», Thomas Hockey et al. (eds.) The Biographical Encyclopedia of Astronomers, Springer Reference. New York: Springer, 2007, p. 727-728

#### LePicatrixdu Pseudo-al-Majrîtî
- Picatrix (XIe siècle) : Un traité de magie médiévale, trad. B. Balkhouche, F. Fauquier et B. Pérez-Jean, Turnhout, Brepols, 2004.